# Johnius coitor
Johnius coitor és una espècie de peix de la família dels esciènids i de l'ordre dels perciformes.

## Morfologia
- Els mascles poden assolir 16 cm de longitud total.[4][5]

## Hàbitat
És un peix de clima tropical i demersal.

## Distribució geogràfica
Es troba a Austràlia, Bangladesh, Brunei, l'Índia, Indonèsia, Malàisia, Myanmar, el Nepal, Papua Nova Guinea i el Vietnam.

## Observacions
És inofensiu per als humans.